# 黒石市立北陽小学校
黒石市立北陽小学校（くろいししりつ ほくようしょうがっこう）は青森県黒石市小屋敷にあった公立小学校。2020年3月末に閉校し、黒石小学校に統合された。

## 概要
黒石市で最も北にある小学校で学区は青森市と接している。主な進学先は中郷中学校。全校児童は95人（2019年現在・閉校時点）。

### 『北陽』の由来
1959年に二双子分校を統合して児童数も増加し、第二小も成長してきた中で、いまだに『第二』では分校のようで面白くないという意見が出され、同年校名変更の意見がPTA総会に提出された。そして、学校関係者に校名を募集したところ北陽が選ばれ、1963年に校名が北陽小に変更された。
選出理由（由来）は、
1. 黒石市の北側に位置することをあらわす。
2. 北陽という響きが新鮮でよい。
3. 北は、北情を意味し、厳しい中にも愛の深さと詩情があふれる。
4. 陽は、太陽であり、明るさと希望に満ちている。

などがある。

## 沿革

### 中郷小分教場時
- 1876年（明治9年）9月30日 - 馬場尻小学が創立する[1]。
- 1878年（明治11年）9月28日 - 小屋敷小学が創立する。
- 1879年（明治12年）9月30日 - 小屋敷小学が、共立小学と改称。同日、児童数増加により、仮校舎狭隘になった為、飛内15番地に校舎新築移転。
- 1880年（明治13年）3月25日 - 馬場尻小学が、西馬場尻字村元に校舎新築移転し、西馬場尻小学と改称。
- 1882年（明治15年）1月 - 「改正小学令」公布により、西馬場尻小学校・共立小学校とそれぞれ改称。
- 1886年（明治19年）4月 - 「小学校令」公布により、西馬場尋常小学校・共立尋常小学校とそれぞれ改称。
- 1898年（明治31年）2月 - 西馬場尻尋常小学校の校舎新築。
- 1899年（明治32年）7月24日 - 共立尋常小学校が、校舎新築し、移転。
- 1900年（明治33年）1月3日 - 共立尋常小学校が、飛内尋常小学校と改称。
- 1905年（明治38年）1月1日 - 飛内尋常小学校同窓会発足。
- 1906年（明治39年）9月11日 - 西馬場尋常小学校の校舎増築工事着工。
- 1910年（明治43年）4月2日 - 西馬場尻・共立の両尋常小学校の第5学年・第6学年尋常を、中郷尋常小学校へ転入。これは、両尋常小学校校舎が狭隘となった為。
- 1912年（明治45年）4月1日 - 馬場尻小、小屋敷小[3]が中郷尋常小学校（現:中郷小学校）の分教場となる[4]。
- 1935年（昭和10年）12月8日 - 馬場尻分教場、小屋敷分教場が合併。中郷分教場となる。
- 1937年（昭和12年）4月1日 - 中郷尋常小学校への第5学年児童の収容を取り止め、第6学年児童のみ収容。
- 1940年（昭和15年）12月27日 - 校歌制定。
- 1941年（昭和16年）4月1日  - 国民学校令により、中郷国民学校中郷分教場と改称。

### 独立後
- 1948年（昭和23年）
  - 6月20日 - 中郷分教場が中郷小から独立。第二小学校となる[1]。
  - 7月25日 - 父母と教師の会発足。
  - 8月28日 - 開校式挙行。
- 1949年（昭和24年）
  - 3月20日 - 第1回卒業式挙行。
  - 3月25日 - 校歌制定。
  - 5月2日 - 週5日制実施（1951年（昭和26年）3月31日まで）。
  - 5月30日 - 電話架設。
- 1952年（昭和27年）12月28日 - 校舎増築工事完了し、落成式挙行。
- 1954年（昭和29年）7月1日 - 町村合併により、中郷村立第二小学校から黒石市立第二小学校となる。
- 1957年（昭和32年）
  - 12月x日 - 便所増築・水道工事完成。
  - 12月9日 - 4教室増築工事完了。
- 1958年（昭和33年）12月2日 - 創立10周年記念式典挙行。
- 1959年（昭和34年）
  - 4月 - 六郷小学校二双子分校を統合する。
  - 日付不明 - 非常階段・昇降口増設工事完成。
- 1961年（昭和36年）7月22日 - 校旗樹立。
- 1963年（昭和38年）4月1日 - 北陽小学校と改称。
- 1964年（昭和39年）
  - 8月18日 - 校庭整地作業実施。
  - 9月8日 - 校庭完成記念運動会開催。
- 1965年（昭和40年）4月1日 - 特殊学級新設。
- 1966年（昭和41年）8月26日 - プール竣工。
- 1968年（昭和43年）
  - 8月26日 - プール諸施設（更衣室・便所）竣工。
  - 11月28日 - 10時から、創立20周年記念式典挙行。
- 1978年（昭和53年）9月20日 - 創立30周年記念式典挙行。
- 1991年（平成3年） - 新校舎建築[5]。
- 2019年（令和元年）10月27日 - 閉校記念式典挙行。
- 2020年（令和2年）3月31日 - 黒石小学校に統合され、閉校[6]。

## 学区
小屋敷、小屋敷西、飛内、飛内北、馬場尻下、馬場尻東、馬場尻南、東馬場尻、西馬場尻、上目内沢、下目内沢、二双子、富田、富士見、北田中（以下を除く:字田中、村後北）。

## 交通
- 弘南バス小屋敷バス停より徒歩7分。
- 弘南鉄道黒石駅から約4km。

## 周辺
- 青森県道148号畑中竹鼻線[7]
- 黒石運動公園[7]
- アクロスプラザ黒石[7]

## 参考資料
- 『北陽小の四十年』（北陽小学校創立四十年記念事業協賛会・1988年10月2日発行）「風雪の百二十年」42頁～191頁
- 『青森県教育史 別巻』（青森県教育委員会・1973年12月20日発行）「学校沿革 小学校」728頁「北陽小学校」（西馬場尻・飛内両分教場の沿革も同史から参照）